# Волконский, Игнат Григорьевич
Князь Игнат Григорьевич Волконский (ок. 1623—1668) — стольник и воевода во времена правления Михаила Фёдоровича и Алексея Михайловича.

## Биография
Жилец (1643). Рында при посольском гонце (1646). Служил при царском дворе в чине стольника, сопровождал царя во время его богомольных походов в Звенигород и село Покровское (1650). Обедал у Патриарха (25 марта 1651). Упоминается в звании рынды (1653). Упоминается во время пребывания грузинского царя Теймураза Давыдовича (1658).
Отправлен царем Алексеем Михайловичем под Могилев к воеводе князю Юрию Алексеевичу Долгорукову «с милостивым словом» (12 октября 1661). Назначен осадным воеводой в Чернигов на Левобережной Украине (24 февраля 1662-1665).
Служил воеводой в Стародубе Северском (1668). В конце января того же года писал боярину Василию Борисовичу Шереметеву в Киев, что стародубской полковник Пётр Иванович Рославец, приведший полк из Канева, «сказал, что де по сему боку Днепра татары и изменник Дорошенко с казаками идут, и учинил сполох (объявил тревогу), и полк свой из всех городов собрал в Стародуб и… по воротам поставил своего полку человек по тридцати,… и всем велит быть готовыми неведома для чего». В другом, последнем письме, написанном примерно через месяц, воевода жаловался, что стародубский полковник московских стрельцов, направленных ему на выручку, «не пропускает ко мне холопу твоему, изменил тебе, великому государю,.. и сторожи ставит окола городка, в котором я… сижу с ратными людми,… а откуда мне гонец… гонит, и полковниковы казаки на сторожах перенимают и отводят к нему, полковнику». Он извещал, что ему трудно защищаться: с ним всего 250 воинов и мало пороха.
Погиб в феврале 1668 года во время взятия Стародубской крепости казаками во время Левобережного восстания 1668—1669 годов.

## Семья
Рюрикович в XXI колене, из 1-й ветви княжеского рода Волконских. Старший сын воеводы князя Григория Андреевича Волконского (ок. 1598—1645) и Александры Ивановны Сверчковой-Сабуровой. Младшие братья — стольник Иван Волконский (ок. 1625 — после 1667) и стряпчий Юрий Волконский (ок. 1627 — после 1676). Бездетен. Помещик Ряжского и Рязанского уездов.